# Haus der stummen Schreie
Haus der stummen Schreie (Originaltitel: If These Walls Could Talk) ist ein US-amerikanischer Fernsehfilm, ein Episodenfilm, aus dem Jahr 1996. Die Regie führten Cher und Nancy Savoca (Teile 1952 und 1974). Die Drehbücher schrieben I. Marlene King, Susan Nanus, Nancy Savoca, Earl W. Wallace und Pamela Wallace. Die Hauptrollen spielten Demi Moore, Sissy Spacek, Cher und Anne Heche. Im Jahr 2000 wurde eine Fortsetzung zum Thema Frauenliebe unter dem Titel Women Love Women (If these walls could talk 2) produziert.

## Handlung
Der Film zeigt die Geschichten der drei Frauen, die im selben Haus wohnen. Alle drei Geschichten haben die Schwangerschaft und den Schwangerschaftsabbruch zum Thema.

### 1. Teil: Jahr 1952
Die Krankenschwester Claire Donnelly ist verwitwet und wird nach einer Nacht mit ihrem Schwager schwanger. Die Schwangerschaftsabbrüche sind in dieser Zeit illegal. Donnelly fragt die Oberkrankenschwester des Krankenhauses, in dem sie arbeitet, ob diese eine Person kenne, die ihr helfen könne. Die Frau verweigert zuerst jegliche Antwort und bittet sie, nie mehr zu fragen. Später steckt sie Claire eine Telefonnummer zu.
Die angerufene Frau empfiehlt zuerst einen in einer anderen Stadt lebenden Arzt, die Behandlung würde aber 1.000 US-Dollar kosten. Claire sagt, sie könne sich das nicht leisten. Es wird eine Person empfohlen, die in Donnellys Stadt lebt und nur 400 Dollar nimmt. Der Mann nimmt den Eingriff auf dem Küchentisch vor, zuvor wäscht er seine Hände nicht. Es kommt zu schweren gesundheitlichen Komplikationen.

### 2. Teil: Jahr 1974
Die Hausfrau Barbara Barrows hat bereits vier Kinder. Ihre heranwachsende Tochter wünscht sich keine weiteren Geschwister, weil sie fürchtet, nicht aufs College gehen zu können. Auch Barbara will ihr unterbrochenes Studium beenden. Obwohl sie die Pläne zu studieren endgültig aufgeben muss, entscheidet sie sich für ein weiteres Kind.

### 3. Teil: Jahr 1996
Die Studentin Christine Cullen (Anne Heche) wird von einem Professor schwanger, der es für eine selbstverständliche Lösung des Problems hält, Geld für den Schwangerschaftsabbruch zu geben. Sie wendet sich an die auf Schwangerschaftsabbrüche spezialisierte Ärztin Beth Thompson. Die Praxis der Dr. Thompson wird von den Gegnern der Schwangerschaftsabbrüche belagert, die Cullen ansprechen. Eine der demonstrierenden Frauen, Tessie, macht Cullen mit der eigenen Tochter bekannt, die bereits mehrere Kinder hat.
Christines Freundin und Mitbewohnerin Patti droht, sie würde nichts mehr mit Cullen zu tun haben wollen, sollte sie das Kind abtreiben. Als die zweifelnde Cullen sich schließlich für den Eingriff entscheidet, wird Thompson kurz nach der Operation von einem der Gegner erschossen. Cullen ruft um Hilfe, während Dr. Thompson in ihren Armen stirbt.

## Kritiken
Der Film erhielt gute Kritiken, die den darstellerischen Leistungen und den Drehbüchern galten. Dabei wurde vor allem das Drehbuch des ersten Teils (1952) gelobt.

## Auszeichnungen
Der Film wurde in drei Kategorien für den Filmpreis Golden Globe nominiert: Demi Moore und Cher als Darstellerinnen sowie der Film in der Kategorie Bester Fernsehfilm. Es gab vier Nominierungen für den Emmy Award (darunter jene für die Produzenten und für den Schnitt), zwei für den Golden Satellite Award (für Cher und als Beste Miniserie) sowie eine für den Image Award (für Jada Pinkett Smith).
Der Film gewann den Preis Gold Apple des National Educational Media Network. Hedy Burress wurde für den YoungStar Award nominiert.

## Hintergründe
Der Film wurde in einer Zeit produziert, in der sich der Streit zwischen den Befürwortern und den Gegnern der Schwangerschaftsabbrüche in den USA zuspitzte. Es gab Überlegungen, den Film erst nach der Präsidentschaftswahl am 5. November 1996 zu veröffentlichen; schließlich strahlte ihn der Sender Home Box Office am 13. Oktober 1996 aus. Zuvor wurde er auf einem Festival in Toronto im September 1996 gezeigt.
Demi Moore wurde häufig für den Mut gelobt, den Film zu produzieren.

## Synchronisation
Die deutsche Fassung des Films wurde bei der Hermes Synchron nach einem Dialogbuch von Regina Kette und unter der Dialogregie von Monica Bielenstein erstellt.
| Rolle            | Schauspieler       | Synchronsprecher     |
| ---------------- | ------------------ | -------------------- |
| Claire Donnelly  | Demi Moore         | Katja Nottke         |
| Mary Donnelly    | Shirley Knight     | Christel Merian      |
| Becky            | Catherine Keener   | Rita Engelmann       |
| Kevin Donnelly   | Jason London       | Frank Schröder       |
| Barbara Barrows  | Sissy Spacek       | Susanna Bonasewicz   |
| John Barrows     | Xander Berkeley    | Klaus-Dieter Klebsch |
| Linda Barrows    | Hedy Burress       | Katja Primel         |
| Sally Barrows    | Janna Michaels     | Carola Imme          |
| Scott Barrows    | Ian Bohen          | Julien Haggège       |
| Ryan Barrows     | Zack Eginton       | Konrad Bösherz       |
| Julia            | Joanna Gleason     | Evelyn Gressmann     |
| Professor Speras | Harris Yulin       | Jochen Schröder      |
| Beth Thompson    | Cher               | Marianne Groß        |
| Christine Cullen | Anne Heche         | Bettina Weiß         |
| Patti            | Jada Pinkett Smith | Nana Spier           |
| Tessie           | Eileen Brennan     |                      |
| Frances White    | Lindsay Crouse     | Joseline Gassen      |
| Jim Harris       | Craig T. Nelson    |                      |
| Marcia Schulman  | Diana Scarwid      | Heidrun Bartholomäus |
| Shameeka Webb    | Lorraine Toussaint |                      |
| Leslie           | Rita Wilson        |                      |